# Käbschütz (Käbschütztal)
Käbschütz ist ein Ortsteil der sächsischen Gemeinde Käbschütztal im Landkreis Meißen.

## Geographie
Käbschütz liegt westlich der Kreisstadt Meißen und ist einer der westlichsten Ortsteile Käbschütztals. Der Ort liegt im Tal des Baches Käbschütz, in den im Ortsgebiet der Raßlitzbach rechtsseitig mündet. Käbschütz ist mit dem Auto nur über die Straße vom benachbarten Ort Sornitz zu erreichen. Bis 1972 war die Schmalspurbahn Wilsdruff–Gärtitz in Betrieb, an der auch Käbschütz einen Haltepunkt hatte. Waldwege führen in die umliegenden Dörfer. Nachbarorte von Käbschütz sind im Norden Mettelwitz und Großkagen, im Nordosten Kleinkagen, im Osten Nimtitz mit dem naheliegenden Kieswerk und im Süden Sornitz. Im Westen schließt sich die Ortsgemarkung Raßlitz an. Mettelwitz und Raßlitz sind Ortsteile der Gemeinde Leuben-Schleinitz, alle übrigen angrenzenden Orte gehören zu Käbschütztal.

## Geschichte
Der Bauernweiler wurde erstmals 1334 als Cabacswicz oder Kabcswicz urkundlich erwähnt. Er befand sich in der Markgrafschaft Meißen und war dem „Castrum Meißen“ unterstellt. Die Grundherrschaft übten 1551 die Herren von Schleinitz in Schleinitz, heute Gemeinde Leuben-Schleinitz, aus. Ab Mitte des 16. Jahrhunderts wird eine Zugehörigkeit des Ortes zum Erbamt Meißen und später zum Amt Meißen angegeben. Ab 1875 war der Ort zur Amtshauptmannschaft Meißen im Königreich Sachsen und später in der Weimarer Republik gehörig.
Die Ortsgemarkung bemaß im Jahr 1900 eine Größe von 92 Hektar. Als Flurformen sind Blockflur und Streifenflur vertreten. Käbschütz war nach Planitz gepfarrt und gehört heute zur Kirchgemeinde „Leuben-Ziegenhain-Planitz“. Von 53 Einwohnern im Jahr 1925 waren 52 evangelisch-lutherisch und einer katholischer Konfession. Die Eigenständigkeit des Ortes endete am 1. November 1935 mit der Eingemeindung in die Großgemeinde Planitz-Deila. Sie wurde nach dem Zweiten Weltkrieg Teil der Sowjetischen Besatzungszone und später der DDR. Nachdem die Amtshauptmannschaften 1939 in Landkreise umbenannt wurden, folgte in der Kreisreform 1952 eine Neugliederung des Landes. Planitz-Deila und seine Ortsteile wurden dem Kreis Meißen zugeschlagen, der zum Bezirk Dresden gehörte.
Nach Wende und Wiedervereinigung wurde Käbschütz Teil des neugegründeten Freistaates Sachsen und blieb im Landkreis Meißen. Zur Kreisreform 1994 wurde der Landkreis Meißen-Radebeul (ab 1996 Landkreis Meißen) aus dem alten Gebiet des Kreises Meißen und Teilen des Kreises Dresden-Land gebildet, dem Käbschütz bis 2008 angehörte. Ebenfalls 1994 vereinigten sich Jahna-Löthain, Krögis und Planitz-Deila zur neuen Großgemeinde Käbschütztal mit 37 Ortsteilen. Diese Gemeinde ist seit dem 1. August 2008 Teil des in der Kreisreform Sachsen 2008 aus Landkreis Meißen und Landkreis Riesa-Großenhain gebildeten dritten Landkreises Meißen.
Sechs Gebäude, darunter der noch erhaltene Bahnhof Käbschütz, wurden vom sächsischen Innenministerium in die Kulturdenkmalliste für Käbschütztal aufgenommen.

## Entwicklung der Einwohnerzahl
| Jahr | Einwohnerzahl                           |
| ---- | --------------------------------------- |
| 1551 | 3 besessene Mann, 4 Gärtner, 4 Inwohner |
| 1764 | 3 besessene Mann, 4 Gärtner             |
| 1834 | 49                                      |
| 1871 | 50                                      |
| 1890 | 49                                      |
| 1910 | 55                                      |
| 1925 | 53                                      |